# Carlos Vinícius Santos de Jesus
Carlos Vinícius Santos de Jesus (Itaporanga, 22 de junio de 1994), conocido como Carlinhos, es un futbolista brasileño. Juega de centrocampista y su equipo es el Dibba F. C. de la UAE Pro League.

## Clubes
| Club                         | País     | Año       |
| ---------------------------- | -------- | --------- |
| Desportivo Brasil            | Brasil   | 2011-2013 |
| Bayer 04 Leverkusen (cedido) | Alemania | 2012-2013 |
| SSV Jahn Regensburg (cedido) | Alemania | 2013      |
| S. C. Internacional sub-20   | Brasil   | 2013-2014 |
| Atlético Monte Azul          | Brasil   | 2015-2017 |
| Red Bull Brasil (cedido)     | Brasil   | 2015      |
| F. C. Aarau (cedido)         | Suiza    | 2015-2016 |
| F. C. Thun (cedido)          | Suiza    | 2016-2017 |
| G. D. Estoril Praia          | Portugal | 2017      |
| Standard de Lieja            | Bélgica  | 2017-2020 |
| Guarani F. C. (cedido)       | Brasil   | 2019      |
| Vitória F. C. (cedido)       | Portugal | 2019-2020 |
| C. R. Vasco da Gama          | Brasil   | 2020-2021 |
| Portimonense S. C.           | Portugal | 2021-     |
| Qatar S. C. (cedido)         | Catar    | 2024-2025 |
| Dibba F. C. (cedido)         | EAU      | 2025-     |

## Palmarés

### Títulos nacionales
| Título          | Club              | País    | Año  |
| --------------- | ----------------- | ------- | ---- |
| Copa de Bélgica | Standard de Lieja | Bélgica | 2018 |